# روس ماثيوز
روس ماثيوز (بالإنجليزية: Ross Matthews)‏ (23 يناير 1996 بإدنبرة في المملكة المتحدة - ) هو لاعب كرة قدم بريطاني في مركز الوسط. لعب مع ريث روفرز.

## وصلات خارجية
- روس ماثيوز على موقع قاعدة بيانات كرة القدم.إي يو (الإنجليزية)
- روس ماثيوز على موقع Soccerway.com (الإنجليزية)